# Takuya Takagi
Takuya Takagi (jap. 高木琢也 Takagi Takuya; ur. 12 listopada 1967 w Minami-Shimabarze) – japoński piłkarz, reprezentant kraju.

## Kariera klubowa
Od 1990 do 2000 roku występował w klubach: Fujita, Sanfrecce Hiroszima, Verdy Kawasaki i Consadole Sapporo.

## Kariera reprezentacyjna
Karierę reprezentacyjną rozpoczął w 1992, a zakończył w 1997 roku. W sumie w reprezentacji wystąpił w 44 spotkaniach.

## Statystyki
| Reprezentacja Japonii | Reprezentacja Japonii | Reprezentacja Japonii |
| Rok                   | Mecze                 | Gole                  |
| --------------------- | --------------------- | --------------------- |
| 1992                  | 11                    | 5                     |
| 1993                  | 13                    | 7                     |
| 1994                  | 5                     | 2                     |
| 1995                  | 0                     | 0                     |
| 1996                  | 10                    | 6                     |
| 1997                  | 5                     | 7                     |
| Razem                 | 44                    | 27                    |